# Google Pingwin
Algorytm Google Pingwin – algorytm wprowadzony przez Google w kwietniu 2012 roku, który w pierwszej kolejności miał za zadanie ograniczyć spam w sieci, wiążący się z wykorzystaniem zapleczy niskiej jakości oraz pozyskiwaniem linków za pomocą Systemów Wymiany Linków. Celem następnych aktualizacji było obniżenie pozycji stron, do których prowadzą linki niskiej jakości. Zmiany algorytmu prezentują preferencje Google, promującego witryny wskazywane przez linki kierowane z wartościowych, tematycznie powiązanych, różnorodnych domen.
Harmonogram wprowadzania algorytmu Pingwin:
- Pingwin 1.0 (#1) – 24 kwietnia 2012,
- Pingwin 1.1 (#2) – 25 maja 2012,
- Pingwin 1.2 (#3) – 5 października 2012,
- Pingwin 2.0 (#4) – 22 maja 2013,
- Pingwin 2.1 (#5) – 4 października 2013,
- Pingwin 3.0 (#6) – 17 października 2014,
- Pingwin 3.1 (#7) – 27 listopada 2014,
- Pingwin 3.2 (#8) – 2 grudnia 2014,
- Pingwin 3.3 (#9) – 5 grudnia 2014,
- Pingwin 3.4 (#10) – 6 grudnia 2014,
- Pingwin 4.0 (#11) - 23 września 2016.